# El camino de los ingleses
El camino de los ingleses és una pel·lícula de 2006 dirigida per Antonio Banderas.

## Argument
Miguelito Dávila (Alberto Amarilla) és un jove al qual una malaltia renal ha portat a passar una temporada a l'hospital. Allí ha conegut a un home culte interessat en la poesia, el qual li ha iniciat en aquest món i li ha demostrat que pot imaginar una vida interior millor i optar per ella amb aquest gènere, i ha utilitzat la Divina Comèdia de Dante Alighieri com a punt de partida.
Miguelito somia amb poder deixar el seu treball en una petita ferreteria, dedicar-se a la poesia i arribar a convertir-se en un poeta. En l'estiu en el qual transcorre la història troba a Luli (María Ruiz), a la qual prendrà com a musa (igual que fes el poeta Dante amb la seva estimada Beatriz Portinari) i comença un idil·li amb ella. Serà el mateix estiu en el qual, al costat dels seus amics, un grup tancat compost per Babirusa (Raúl Arévalo), Paco Frontón (Félix Gómez) i Moratalla (Mario Casas), emprengui una marxa que resultarà crucial en les seves vides.
Miguelito coneixerà també a una professora (Victoria Abril) amb la qual inicia una relació paral·lela, al mateix temps que Luli és assetjada per Cardona (Antonio Garrido), un home seductor i major que ella. Un dels amics de Cardona, l'Enano Martínez (Antonio Zafra), l'ajuda a establir contacte amb Luli i començar a conèixer-la. Cardona, quan de manera aparentment desinteressada li promet ajuda en els seus estudis de ball, es converteix per a la noia en la seva possibilitat d'escapar de la realitat grisa que l'envolta.
Quan Cardona descobreixi que Miguelito és infidel a Luli, veurà obert un camí per a aproximar-se a ella, el mateix camí que acabarà allunyant Miguelito del seu somni amb ajuda dels seus sequaços Rafi (Ronky Rodríguez) i l'Enano Martínez.

## Repartiment
- Alberto Amarilla – Miguelito Dávila
- María Ruiz – Luli
- Félix Gómez – Paco Frontón
- Raúl Arévalo – Babirusa
- Fran Perea – "El Garganta"
- Marta Nieto – "La Cuerpo"
- Mario Casas – Moratalla
- Antonio Garrido – Cardona
- Victoria Abril – La Srta. del Casco Cartaginés
- Victor Perez – González-Cortés

## Comentaris
Basat en la novel·la homònima de l'escriptor malagueny Antonio Soler.
El periodista Agustín Rivera (Riverita) publicat en març de 2007 el llibro El viaje de los ingleses, rodando con Antonio Banderas (editorial Ocho y Medio).

## Reconeixement
- 2007 - 57è Festival Internacional de Cinema de Berlín[6]
  - Label Europa Cinemas a Antonio Banderas
- 2007 - Medalles del Cercle d'Escriptors Cinematogràfics de 2006[7]
  - Nominació a la Millor actriu secundària a Cuca Escribano
  - Nominació al Millor guió adaptat a Antonio Soler Marcos
- XXI Premis Goya[8]
  - Nominació Goya al millor guió adaptat a Antonio Soler
  - Nominació Goya al millor actor revelació a Alberto Amarilla